# 비뚤어진 집
《비뚤어진 집》(영어: The Crooked House)은 애거사 크리스티의 1949년 장편소설이다. 해문출판사판에서는 정성희, 황금가지판에서는 권도희 번역으로 출간되었다. 2017년 질 파케브레네르 감독의 연출로 영화화되었다.